# Кашшу-надін-аххе
Кашшу-надін-аххе (Кашу-надін-ахі) (д/н — 1004 до н. е.) — цар Вавилона близько 1008—1004 років до н. е. Ім'я перекладається як «Бог каситів дає брата» (інший варіант перекладу «Зроби брата сильним»).

## Життєпис
Зараховується до II династії Країни моря (V Вавилонської династії). Можливо, належав до каситської військової знаті та був родичем царя Сімбар-Шипаке. Його батьком був якийсь Сапайя. Близько 1008 року до н. е. повалив царя Еа-мукін-зері.
За його панування ситуація в державі погіршувалася внаслідок плюндрування великих земель арамеями і сутіями. було зруйновано та закинуто значні частини іригаційної системи. В державі настав голод, що спричинило призупинення регулярних приношень їжі та напоїв у храмі бога Шамаша — Ебаббар — в Сіппурі. Зрештою був повалений Еулмаш-шакін-шумі, що заснував власну династію.